# Madoryx pseudothyreus
Madoryx pseudothyreus este o specie de molie din familia Sphingidae. Este întâlnită din Florida până în Cuba și în jurul Indiilor Occidentale. 
Există mai multe generații într-un an, iar adulții se hrănesc cu nectarul de la diferite specii de flori, printre care se numără și Asystasia gangetica.
Larvele au fost observate hrănindu-se cu Avicennia germinans.